# Мариново (Одесская область)
Мариново (укр. Маринове) — село, относится к Березовскому району Одесской области Украины.
Население по переписи 2001 года составляло 991 человек. Почтовый индекс — 67333. Телефонный код — 4856. Занимает площадь 2,33 км².

## Местный совет
67333, Одесская обл., Березовский р-н, с. Мариново